# Dijagram tijeka
Dijagram tijeka simbolički je algoritam. Sastoji se od niza simbola povezanih strelicama (vanjskim putevima) koji definiraju tijek i smjer programa.
Osnovni elementi (simboli) koji se rabe su:
| Početak programa   |
| Ulaz               |
| Čvorište           |
| Obrada             |
| Petlje ili blokovi |
| Izlaz              |
| Kraj programa      |

- Grafički simboli dijagrama tijeka prikazuju slikovni međunarodno dogovoreni simboli.

Dijagrami tijeka sastoje se od 4 glavna simbola povezana strelicama koje pokazuju smjer tijeka:
1. Izduženih krugova koji označavaju početak ili kraj postupka
2. Pravokutnika koji pokazuju upute ili radnje
3. Dijamanata koji ističu gdje se mora donijeti odliku
4. Paralelograma koji pokazuju ulaz i izlaz.

Dijagrami se sastoje od sljedećih elemenata: početni i završni čvorovi procesa (vremena kada projekt počinje i kada završava), faze razvoja projekta (aktivnosti koje treba provesti), čvorovi odluke (vremena kada treba donijeti odluku) i konektori (strelice koje označavaju tijek vremena projekta).